# نفرین (نمایشنامه)
نفرین، که با عنوان پژهان‌های مردی که خانه‌اش ویران بود نیز به‌روی صحنه رفته‌است، نمایشنامه‌ای از محمد چرمشیر است. این نمایشنامه داستانی اجتماعی دارد که در آن زنی توهم دارد که فرزندش کشته شده‌است.

## اجرا
نفرین در سالن‌های مختلف تئاتر روروی صحنه رفته‌است.